# Tsjorny Orjol

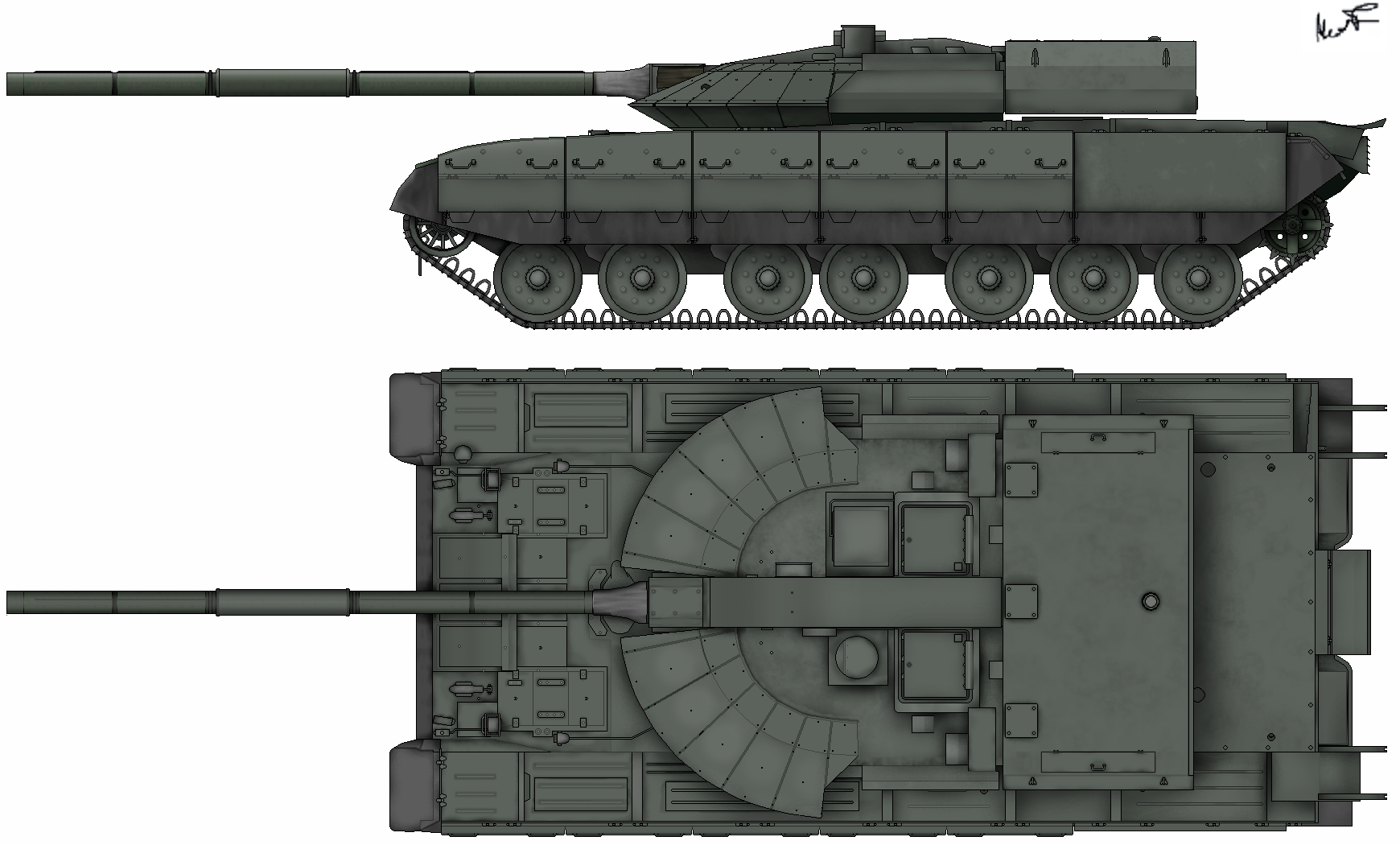

De Tsjorny Orjol (Russisch: Чёрный Орёл; Tsjorny Orjol; "Zwarte Arend", codenaam: Objekt 640) is een Russische gevechtstank vernoemd naar de Indische zwarte arend.
De Tsjorny Orjol werd voor het eerst geïntroduceerd tijdens een Russische tankshow in 1997 in Omsk. De tank is een modificatie van de T-80 en heeft een geheel nieuw ontwerp, aangezien er niemand in de koepel zit. Het kanon is zelf herladend. Alleen moet de bemanning die onder de koepel zit de buizen waarin de granaten zitten steeds bijvullen. De koepel is leeg vanwege de gassen die vrij komen tijdens het schieten, het automatisch herladen zorgt er ook voor dat schieten sneller gaat.
De Russen hadden aangekondigd dat er begin 2005 305 tanks geproduceerd zouden zijn en in 1999 in dienst zouden komen, maar dit is niet gebeurd. Het gerucht gaat dat er ook plannen zijn voor de export van de tank. Het ontwerpbureau Transmasj in Omsk, dat verantwoordelijk is voor het ontwerp van de tank, staat al sinds 2002 op het punt om failliet te gaan, waardoor de zekerheid van de Tsjorny Orjol op het spel is komen te staan. Daarnaast heeft de tank concurrentie van de nieuwe T-95 en T-14 Armata.